# Muntejela de Senes
Der Muntejela de Senes (italienisch Monte Sella di Senes, 2787 m s.l.m.) ist der höchste Gipfel des Sennes-Gebiets in den Pragser Dolomiten.  Er liegt im Naturpark Fanes-Sennes-Prags südöstlich von St. Vigil in der Gemeinde Enneberg. Während der Berg nach Westen ins Rautal recht steile und schroffe Flanken zeigt, fallen die Hänge an der Südostseite nur mäßig steil zum Sennesplateau ab. Der Gipfel bietet eine umfassende Aussicht über die Dolomiten östlich des Gadertals, ist aber vom Tal aus nicht besonders gut zu sehen, von St. Vigil aus verstellt der nordwestlich vorgelagerte Nebengipfel (2668 m) den Blick auf den Hauptgipfel. Im Sommer ist der Berg auf einem unschwierigen, markierten Steig erreichbar, im Winter wird der Gipfel oft im Rahmen einer Skitour oder mit Schneeschuhen bestiegen.

## Anstiege
Der übliche Anstieg zum Muntejela de Senes führt von Pederü zunächst östlich den steilen Fahrweg in Serpentinen hinauf. Nach etwa 300 Höhenmetern wird es flacher und es bieten sich für den Weiterweg zur Munt-de-Senes-Hütte (2245 m) zwei Alternativen: Entweder über die Senneshütte (2126 m) oder westlich um den Col de Lasta (2311 m) herum direkt zur höhergelegenen Hütte.
Von der Munt-de-Senes-Hütte geht es sehr geradlinig in nordwestlicher Richtung zunächst über Almweisen, später – im karstig werdenden Gelände – durch eine lange, schluchtartige Doline in genau passender Richtung. Man steigt ein gutes Stück, weiterhin in nordwestlicher Richtung, in das Südostkar des Berges hinein, quert später in südwestlicher Richtung auf den Südostrücken des Berges, zuletzt über ein paar Schrofen. Über den mäßig steilen, recht breiten Rücken gelangt man zum Gipfel.